# Edit Wohl
Edit Ruth Wohl (Wohl-Ernster från 1944), född 28 augusti 1924 i Budapest i Ungern, död 4 april 2018 i Österåker-Östra Ryds distrikt i Stockholms län, var en violinist, utbildad i Budapest. Hon kom till Sverige i mitten av 1940-talet.
Hon anställdes vid Kungliga Hovkapellet 1952, blev sedermera en av konsertmästarna i förstaviolinstämman och betraktas som pionjären bland kvinnliga hovkapellister under 1900-talet.
Edit Wohl gifte sig 1944 med ungerskfödde professorn i biokemi vid Stockholms universitet, Lars Ernster.
Vid sidan av sitt arbete i Kungliga Hovkapellet var hon verksam med egen stråkkvartett, Wohlkvartetten, tillsammans med Ulf Engström, Lars Brolin och Karl Göran Bergström samt som medlem av Gitarr-Kammartrion.